# Faustyn Krahl
Faustyn Krahl (ur. 18 marca 1900 w Dorna Watra, zm. 19 stycznia 1967) – polski działacz oświatowy i komunistyczny.

## Życiorys
Urodził się 18 marca 1900 w Dolnej Watrze (Rumunia). W 1919 zdał egzamin dojrzałości w Czerniowcach. W 1923 został członkiem polskiej korporacji akademickiej Towarzystwo Akademików polskich „Ognisko” w Czerniowcach (członkiem został wówczas także Maksymilian Krahl, radca dworu, prezydent katolickiego Towarzystwa Dobroczynności). Od 1921 studiował na Wydziale Mechanicznym Politechniki Lwowskiej. W 1927 uzyskał dyplom inżyniera mechanika. Był zatrudniony w Fabryce Maszyn i Wagonów w Sanoku, pracował w szkolnictwie zawodowym Kuratorium Okręgu Szkolnego Lwowskiego, był dyrektorem szkoły średniej dla dorosłych w Chodorowie. U kresu II wojny światowej 25 lutego 1945 został dyrektorem Gimnazjum i Liceum Przemysłowego Huty Pokój w Nowym Bytomiu i sprawował posadę do 1952 (obecnie Zespół Szkół Ponadgimnazjalnych nr 1 w Rudzie Śląskiej). Od 1 lutego 1952 był dyrektorem Technikum Hutniczego w Katowicach, z jego inicjatywy przemianowanego z powrotem na Śląskie Techniczne Zakłady Naukowe, i pełnił stanowisko do 31 grudnia 1966. Udzielał się politycznie. Od 1946 był członkiem PPR, był członkiem Komitetu Miejskiego PPR w Nowym Bytomiu, w 1948 ukończył kurs korespondencyjny przy Centralnej Szkole PPR w Łodzi i w tym roku został I sekretarzem POP, a następnie członkiem egzekutywy POP przy Technikum Hutniczym w Nowym Bytomiu. Później był działaczem PZPR.
Zmarł 19 stycznia 1967. Został pochowany na cmentarzu przy ul. Sienkiewicza w Katowicach 21 stycznia 1967.
Był żonaty, miał syna.

## Odznaczenia
- Order Sztandaru Pracy II klasy
- Krzyż Oficerski Orderu Odrodzenia Polski
- Złoty Krzyż Zasługi
- Medal 10-lecia Polski Ludowej
- Złota odznaka „zasłużony w rozwoju województwa katowickiego”